# Buque torreta
El buque torreta fue un tipo de acorazado del siglo XIX, que estuvo entre los primeros en llevar sus cañones montados dentro de torretas en lugar de tenerlos montados a los lados.

## Trasfondo

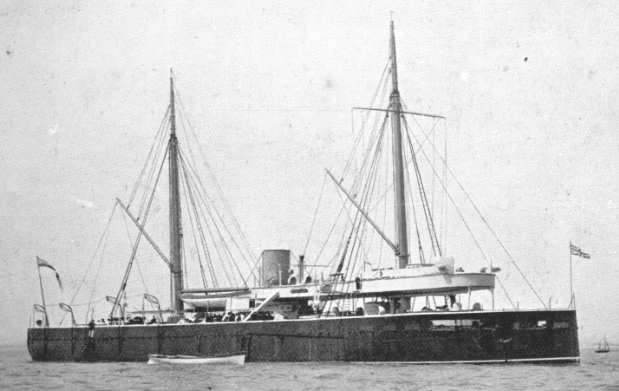
El HMS Prince Albert, un buque pionero en el uso de torretas, construido por el ingeniero naval Cowper Phipps Coles.

Antes del desarrollo de cañones de gran calibre y largo alcance a mediados del siglo XIX, el diseño clásico de los buques de guerra empleaba filas de cañones montadas en ambos lados del buque, frecuentemente en casamatas. El poder de fuego provenía de una gran cantidad de cañones que solamente podían apuntarse en un ángulo limitado desde un lado del buque. Debido a la inestabilidad, a bordo de un buque se podían transportar pocos cañones grandes y pesados. Además, las casamatas con frecuencia estaban situadas cerca de la línea de flotación, siendo vulnerables a inundarse y restringiendo su uso en mares calmos. 

## Origen
Los diseños para una torreta rotativa se remontan a fines del siglo XVIII. Los buques de guerra con torretas rotativas eficientes fueron desarrollados de forma independiente en Reino Unido y Estados Unidos a mediados del siglo XIX, dada la amplia disponibilidad de máquinas de vapor, ya antes para ocasión del Gran Sitio de Gibraltar el comandante Español Antonio Barceló había desarrollado sus célebres lanchas cañoneras, los diseños con propulsión de remos y sin velamen contaban con una plataforma giratoria que permitía apuntar el único cañón pesado de la lancha a diferentes direcciones convirtiéndose a su vez en un quebradero de cabeza para los ingleses asediados en Gibraltar.

### Desarrollos británicos

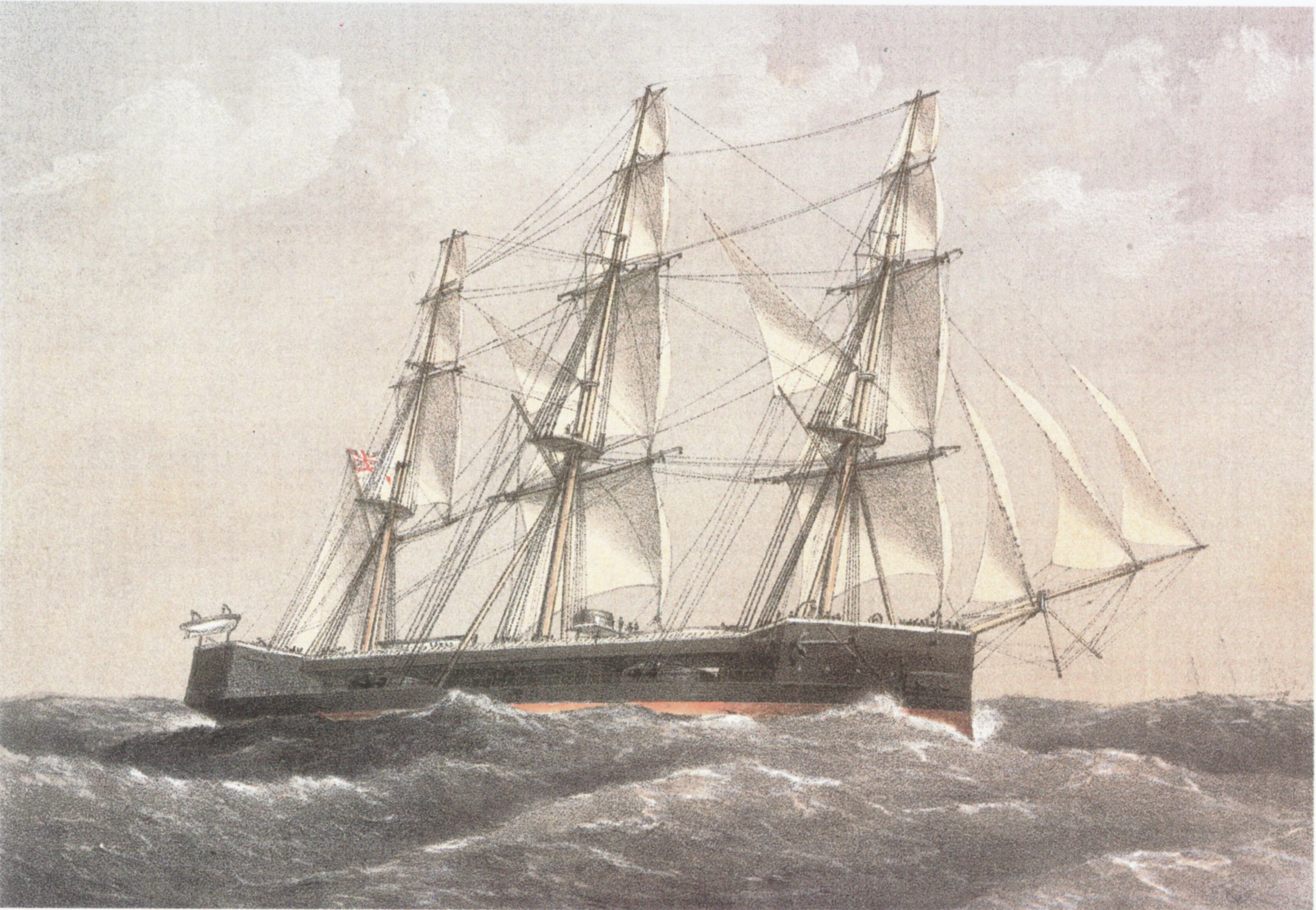
El HMS Captain fue uno de los primeros buques de guerra de altamar equipado con torretas.

Durante la Guerra de Crimea, el capitán Cowper Phipps Coles construyó una balsa con cañones protegidos por una "cúpula", bautizándola como Lady Nancy y empleándola para bombardear la ciudad rusa de Taganrog en el mar Negro. La Lady Nancy "demostró ser un gran éxito", y Coles patentó su torreta giratoria después de la guerra. Luego que Coles obtuviera la patente, el Almirantazgo británico ordenó en 1859 un prototipo del diseño de Coles, que fue instalado en la batería flotante HMS Trusty para pruebas en 1861, siendo el primer buque de guerra equipado con una torreta giratoria. El propósito del diseño de Coles fue crear un barco con el mayor campo de tiro a 360°, situado a la menor altura posible sobre el agua para minimizar su superficie de impacto.
El Almirantazgo aceptó la idea de la torreta como una útil innovación, incorporándola en otros nuevos buques. Coles envió el diseño de un buque con diez torretas, cada una armada con dos grandes cañones. El diseño fue rechazado por no ser práctico, aunque el Almirantazgo siguió estando interesado en buques con torretas y ordenó a sus propios diseñadores crear mejores diseños. Coles obtuvo el apoyo del Príncipe Alberto, quien escribió una carta al Primer Lord del Almirantazgo, el duque de Somerset, en la que estaba de acuerdo con la construcción de un barco con torretas. En enero de 1862, el Almirantazgo estuvo de acuerdo en construir un buque, el HMS Prince Albert, que tenía cuatro torretas y un bajo francobordo, pensado solamente para defensa costera. A Coles se le permitió diseñar las torretas, pero el buque fue obra del Constructor Jefe Isaac Watts.
Otro diseño de Coles, el HMS Royal Sovereign, fue terminado en agosto de 1864. Sus cañones laterales fueron reemplazados con cuatro torretas montadas sobre una cubierta plana y el buque fue equipado con un cinturón de blindaje de 140 mm (5,5 pulgadas) de espesor alrededor de la línea de flotación. Los primeros buques equipados con torretas, como el Monitor y el Royal Sovereign, tenían poca navegabilidad y estaban limitados a operar cerca de la costa. Coles, en colaboración con sir Edward James Reed, diseñaron y construyeron el HMS Monarch, el primer buque de altamar que llevaba sus cañones en torretas. Puesto en grada en 1866 y terminado en junio de 1869, llevaba dos torretas, aunque la adición de un castillo de proa y otro de popa impedían que los cañones disparen hacia adelante y hacia atrás.

### Desarrollos estadounidenses

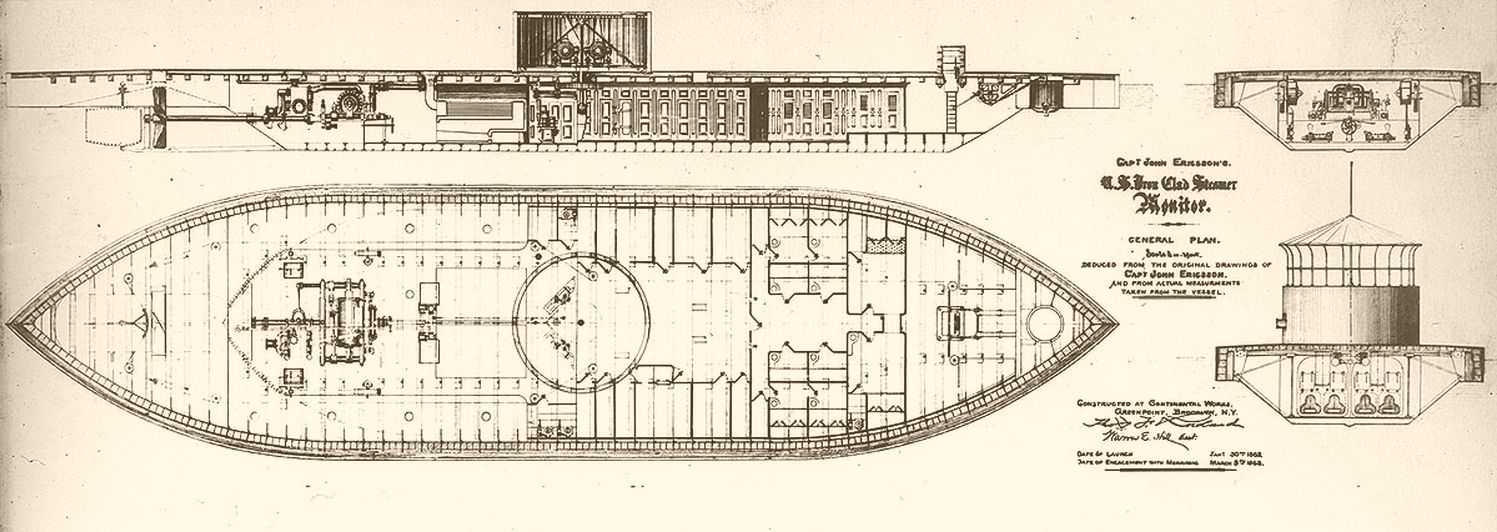
Los planos originales del USS Monitor.

La torreta también fue inventada en Estados Unidos por el inventor sueco John Ericsson, aunque su diseño era tecnológicamente inferior al de Coles.
Ericsson diseñó el USS Monitor en 1861. Su característica más resaltante era una gran torreta cilíndrica montada en el centro de un casco con cubierta plana y bajo francobordo, llamado también "balsa". Este se extendía más allá de los lados del bajo casco de forma tradicional. Se le montó una pequeña timonera blindada sobre la cubierta en dirección a proa; sin embargo, esta posición impedía al Monitor disparar sus cañones hacia adelante. Una de las principales metas de Ericsson al diseñar el buque fue la de ofrecer la menor superficie de impacto a la artillería enemiga.
La forma redonda de la torreta ayudaba a desviar las balas de cañón. Dos máquinas de vapor giraban la torreta a través de un juego de engranajes; durante una prueba el 9 de febrero de 1862, se logró una rotación completa en 22,5 segundos. El ajuste fino de la torreta demostró ser difícil, ya que si la torreta sobrepasaba su blanco se debía hacer funcionar el motor en reversa  o debía efectuarse otra rotación completa. Con los cañones, la torreta pesaba aproximadamente 163 t; todo el peso descansaba sobre un huso de hierro que debía ser levantado con una cuña antes que la torreta pudiese girar.

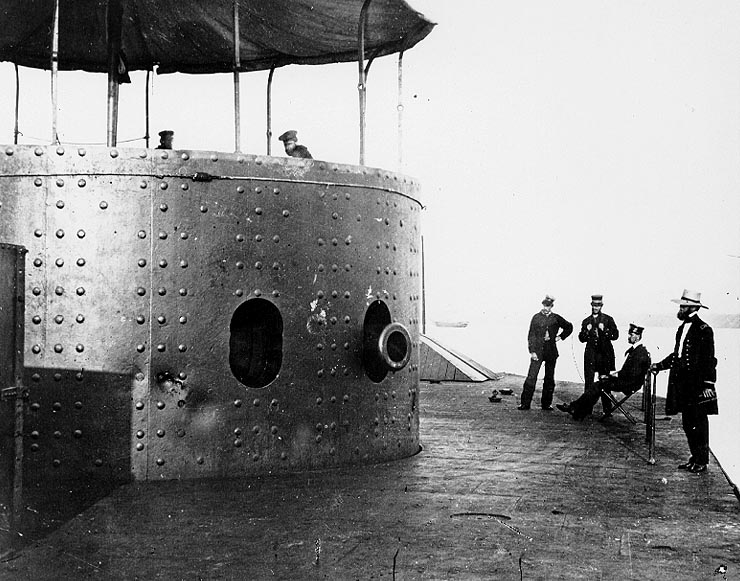
Torreta del USS Monitor, con abolladuras en el blindaje cerca de una tronera.

El huso tenía un diámetro de 23 cm (9 pulgadas), que le ofrecía diez veces la fuerza necesaria para evitar que la torreta se deslizara hacia los lados. Cuando no era empleada, la torreta descansaba sobre un anillo de latón en la cubierta que debía formar un sello estanco. Sin embargo, en servicio demostró tener muchas filtraciones, a pesar del calafateo aplicado por la tripulación. El espacio entre la torreta y la cubierta demostró ser un problema, debido a que se introducían restos y esquirlas de obuses, trabando las torretas de varios monitores Clase Passaic, que empleaban el mismo diseño de torreta, durante la Primera batalla del puerto de Charleston en abril de 1863. Los impactos directos de balas pesadas sobre la torreta también podían doblar el huso, trabando igualmente la torreta.
Se había planeado armar la torreta con dos cañones de ánima lisa Dahlgren de 380 mm (15 pulgadas), pero no estuvieron listos a tiempo y fueron sustituidos con cañones de 280 mm (11 pulgadas). Cada cañón pesaba aproximadamente 7,3 t (16.000 libras). Los cañones del Monitor empleaban la carga propulsora estándar de 6,8 kg (150 libras) especificada para los cañones de 1860 contra blancos "distantes", "cercanos" y "ordinarios" establecidos por el propio Dahlgren. Podían disparar una bala maciza de 61,7 kg (136 libras) o un obús a una distancia de 3.340 m (3.650 yardas), con una elevación de +15°.

## Final de los buques torreta

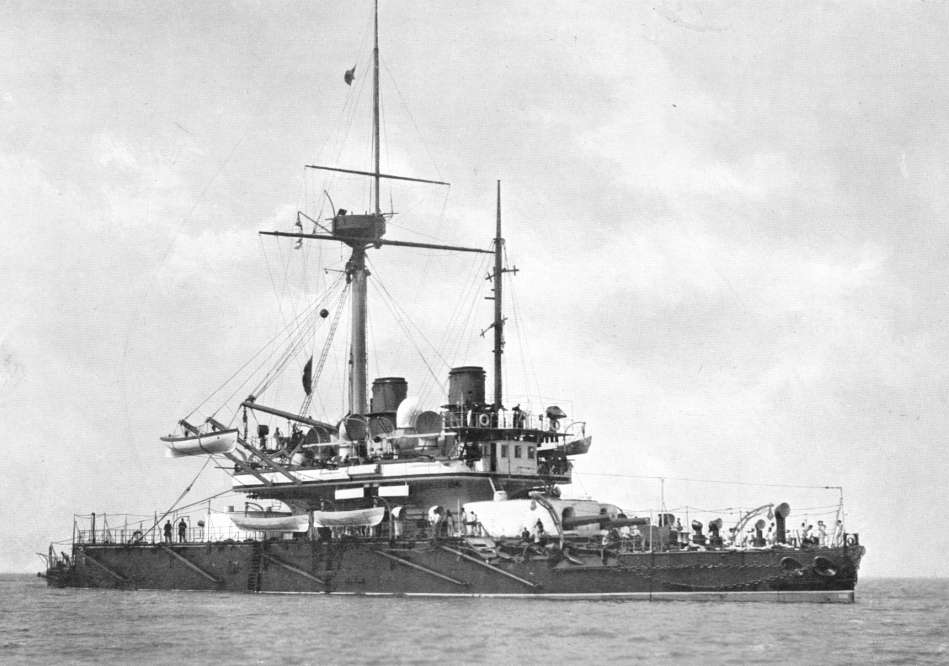
El HMS Thunderer incorporaba mecanismos hidráulicos en su torreta y marcó la transición hacia el acorazado moderno.

El HMS Devastation de 1871 y el HMS Thunderer de 1872 representaron el culmen de su obra pionera. Estos ironclad con torretas fueron diseñados por Edward James Reed, que empleaban un primigenio mecanismo hidráulico para girarlas. También fueron los primeros buques de guerra sin mástiles del mundo, construido con una superestructura central, que fue el prototipo para todos los buques de guerra posteriores, lo que condujo directamente al moderno acorazado.

## Ejemplares supervivientes
- El monitor holandés con aparejo de vela y máquina de vapor HNLMS Schorpioen.
- El monitor Huáscar, hoy un barco museo en el puerto de Talcahuano.
- El buque torreta Dingyuan fue reconstruido como un barco museo en 2003.